# Alan Pichot
Pour les articles homonymes, voir Pichot.
Alan Pichot est un joueur d'échecs argentin né le 13 août 1998 à Buenos Aires.
Au 1er avril 2023, il est le premier joueur argentin avec un classement Elo de 2 638 points.

## Biographie et carrière
Alan Pichot remporta le championnat du monde des moins de 16 ans en 2014 avec 9 points sur 11 (sept victoires et deux nulles). La même année, il finit 1er-6e du championnat continental américain (sixième au départage) avec 8,5 points sur 11 (huit victoires, deux défaites et une nulle).
Il obtient le titre de grand maître international en 2016. La même année, il finit cinquième du championnat continental américain avec 8 points sur 11.
En décembre 2018, il finit 1er-4e du tournoi open Clarin à Villa Martelli (avec 7 points sur 9) et 1er-4e du tournoi fermé Szmetan Giardelli à Buenos Aires avec 7,5 points sur 11.
Il a représenté l'Argentine lors de l'Olympiade d'échecs de 2016 (5,5 sur 8 à l'échiquier de réserve) et lors de l'Olympiade d'échecs de 2018 (5,5 sur 9 au quatrième échiquier).
Lors de la Coupe du monde d'échecs 2021, il bat le Costa-Ricain Sergio Minero Pineda au premier tour, puis il bat le Croate Ivan Šarić au deuxième tour et perd au troisième tour face au Russe Aleksandr Grichtchouk.